# Teresa Claramunt
Teresa Claramunt Creus (Sabadell, 4 giugno 1862 – Barcellona, 11 aprile 1931) è stata una sindacalista e anarchica spagnola. Militante energica e decisa, pioniera del Femminismo era conosciuta nei circoli libertari come la vergine rossa di Barcellona o la Louise Michel spagnola.

## Biografia
Operaia del settore tessile, creò un gruppo anarchico nella città di Sabadell, ispirata da Fernando Tarrida del Mármol, col quale partecipò allo Sciopero delle Sette Settimane nel 1883, in cui si richiedeva la giornata lavorativa di 8 ore.
Nell'ottobre 1884 fu una delle fondatrici della Sezione varia dei lavoratori anarco-collettivisti di Sabadell, con Ángeles López de Ayala e Amàlia Domingo. Nel 1892 favorì il primo circolo femminista spagnolo, la Sociedad Autónoma de Mujeres de Barcelona.
Venne arrestata dopo l'esplosione delle bombe nel Teatro Lirico Liceu di Barcellona nel 1893, e nuovamente detenuta durante la repressione del Processo di Montjuic (1896), durante il quale subì pesanti pestaggi che le lasciarono segni indelebili.
Anche se non venne condannata per alcun delitto, dopo il giudizio fu esiliata in Inghilterra fino al 1898.
Fondatrice della rivista El Productor (1901) e grande attivista nella lotta sociale dell'inizio del XX secolo.
Collaboratrice dei periodici La Tramuntana e La Revista Blanca, fu direttrice del giornale El Rebelde negli anni 1907-1908.
Nel 1902 prese parte ai meeting in solidarità con gli scioperi degli operai del metallo e a quelli dello sciopero generale di febbraio 1902.
Venne di nuovo arrestata dopo i fatti della Settimana Tragica di Barcellona ad agosto 1909 e confinata a Saragozza, dove nel 1911 favorì l'adesione dei sindacati locali alla CNT e pure allo sciopero generale del 1911, cosa che provocò un suo nuovo arresto.
Era già malata quando la polizia perquisì la sua abitazione dopo l'attentato al cardinale Juan Soldevilla y Romero a Saragozza, il 4 giugno 1923, alla ricerca di prove compromettenti nei suoi confronti. 
Nel 1924 rientrò a Barcellona, ma una paralisi progressiva la tenne lontana delle attività pubbliche.
Morì all'alba dell'11 aprile 1931, un giorno prima che i cittadini di tutta la Spagna si recassero nelle sedi elettorali per votare i loro nuovi rappresentanti comunali. Fu seppellita lo stesso giorno della proclamazione della Seconda repubblica, il 14 aprile 1931.
Fu membro della Massoneria.

## Opere
Scrisse gli opuscoli La donna. Considerazioni generali sulla sua condizione di fronte alle prerogative dell'uomo e Dio, che cos'è? (1905). Scrisse anche l'opera teatrale Il mondo che muore e il mondo che nasce rappresentata a Barcellona nel 1896 e il racconto per bambini Sangue rosso e sangue blu (1908).